# جشنواره بین‌المللی فیلم پام اسپرینگز
جشنوارهٔ بین‌المللی فیلم پام اسپرینگز (انگلیسی: Palm Springs International Film Festival) نام یک جشنوارهٔ فیلم است که همه ساله در ماه ژانویه، در شهر پام اسپرینگزِ ایالت کالیفرنیا، در کشور آمریکا برگزار می‌شود. این جشنواره نخستین بار در سال ۱۹۸۹ و با همت و حمایت «سونی بونو» شهردار آن شهر، آغاز به‌کار کرد و از آن پس، «شبکهٔ نورتل» حامی مالی آن گردید.: 198 
گرداننده و مجری این جشنواره، «انجمن بین‌المللی فیلم پام اسپرینگز» است که در ضمن، اجرای «جشنواره بین‌المللی فیلم کوتاه پام اسپرینگز» (شورت‌فِست) را نیز در ماه ژوئن همان سال، به عهده دارد.
گرچه این جشنواره، بیشتر به معرفی فیلم‌های بلند و مستقل آمریکایی می‌پردازد، اما از بدو تأسیس خود، نگاهِ ویژه‌ای به سینمای بین‌المللی و فیلم‌های سایر کشورها نیز داشته است.

## جزئیات
«مایک بارکر»، یکی از رؤسای شرکت «سونی پیکچرز کلاسیک» می‌گوید این جشنواره مکان مناسبی برای اکرانِ فیلم‌های خارجی است و آن را جلودارِ معرفی و شناساندن این گونه فیلم‌ها به دیگران می‌داند. در سال ۲۰۱۳ میلادی، این جشنواره، ۴۲ فیلم از ۷۱ فیلمی را که قرار بود کشورهای مختلف دنیا برای حضور در رقابت جایزه اسکار بهترین فیلم خارجی زبان معرفی کنند؛ قبل از برگزاری مراسم اسکار، اکران نمود.
چند روز پیش از آغاز جشنواره، چندین کارگردان فیلم‌های خارجی در «سانی‌لندز» واقع در رانچو مایراج، کالیفرنیا گردهم می‌آیند تا درباره چگونگی تأمین بودجه، نحوهٔ تولید و بازاریابی فیلم‌هایشان رایزنی کنند.
این جشنواره معمولاً شاهد حضور ۱۳۵۰۰۰ بازدیدکننده است که ۷۰ درصد آنان غیرمحلی و از بیرونِ منطقهٔ «کوچلا ولی» می آیند؛ از جمله از کانادا و اروپا.
از مواردِ قابل توجه این جشنواره، «مهمانی‌های رسمی اعطای جایزه» است که تاکنون، بازیگرانی چون برد پیت، کلینت ایستوود، داستین هافمن، شان پن، ان هتوی و لئوناردو دی‌کاپریو در آن حضور داشته‌اند. در ژانویه ۲۰۱۱ میلادی، برگزیدگان افتخاری این جشنواره، بن افلک و دنی بویل بودند.
رئیس فعلی جشنواره، «داریل مک‌دانلد» است که پیش از این، رئیس «جشنواره بین‌المللی فیلم سیاتل» بود.

## جوایز
جوایز گوناگونی در این جشنواره اعطا می‌شود که برخی از مهمترین آنها، به قرار زیر است:

### جوایز مهمانی‌های رسمی
این جوایز شامل موارد زیر است:
- جایزه خلاقیت سونی بونو
- جایزه دست‌آورد حرفه‌ای
- جایزه دست‌آورد دزرت پام
- جایزه کارگردان سال
- جایزه شخصیت برجسته
- جایزه مدیر جشنواره
- جایزه فردریک لاو برای موسیقی فیلم
- جایزه بهترین اجرا توسط یک گروه موسیقی
- جایزه اسپاتلایت (جایزه تماشاگران)

در سال ۲۰۱۴ میلادی، «جایزه دست‌آورد دزرت پام» به متیو مک‌کانهی (بابت ایفای نقش در فیلم باشگاه خریداران دالاس) و ساندرا بولاک (بابت ایفای نقش در فیلم جاذبه) اعطا شد.

### جوایز جشنواره
این جوایز شامل موارد زیر است:
- جایزه مرسدس بنز به بهترین فیلم بلند داستانی به انتخاب تماشاگران (به دو فیلمِ اول و دوم اعطا می‌شود)
- جایزه بهترین فیلم بلند مستند به انتخاب تماشاگران (به دو فیلمِ اول و دوم اعطا می‌شود)
- جایزه فدراسیون جهانی منتقدان فیلم (فیپرسی) به بهترین فیلم زبان خارجی
- جایزه فدراسیون جهانی منتقدان فیلم (فیپرسی) به بهترین بازیگر مرد
- جایزه فدراسیون جهانی منتقدان فیلم (فیپرسی) به بهترین بازیگر زن
- جایزه صدای جدید/دیدگاه جدید
- دیپلم افتخار صدای جدید/دیدگاه جدید
- جایزه سینه‌لاتینو (برای فیلم‌های اسپانیولی‌زبان)
- جایزه جان شلزینجر برای بهترین فیلمِ بلندِ اولِ کارگردان
- جایزه اچ‌پی، پلی به فراسوی مرزها